# Puri di cuore
Puri di cuore è un romanzo di Marino Moretti scritto nel 1923.

## Trama
L'atmosfera domestica viene subito colta nella descrizione iniziale dove, in una delle tante e tipiche cucine della Romagna, si evidenzia il personaggio della signora Fortunata, madre del remissivo Luca, del violento Matteo e della figlia Alma che è in attesa del ritorno del marito Pietro, condotto in carcere per motivi di illecito finanziario.
Al ritorno di Pietro la famiglia si ritrova riunita e gode anche di una discreta agiatezza economica, grazie ad una eredità del giovane. Riprendono le relazioni nel paese soprattutto con i fratelli di Fortunata, gli avari Doro e Noè.
Ma presto Pietro, che vuole trovar fortuna in America, convince la moglie e Matteo a seguirlo.
Luca rimane con la madre e tra i due si instaura un forte legame. Fortunata cerca comunque di rinunciare al suo sentimento di possesso e combina il matrimonio di Luca con la figlia di una conoscente. Ma il matrimonio fallisce a causa di dissidi dovuti alla controversia per l'appropriazione di una parte della casa e Luca, morta Fortunata, si lascerebbe morire di inedia se non fosse per la serva di casa, Papetta, che ha cura di lui e cerca di combinare un matrimonio tra il giovane e la figlia di una bottegaia. Il matrimonio però non avviene perché la ragazza preferisce a Luca un altro pretendente. Luca intanto si è affezionato ad una povera ragazza, Bonetta, alla quale ha affittato una piccola camera. Ma la giovane, sedotta e subito abbandonata, muore nel mettere al mondo il bambino. Malgrado i pettegolezzi del paese, Luca decide di tenere con sé il bambino che però morirà presto.
Grazie all'intervento del parroco, che offre a Luca l'incarico di sostituire l'anziano sagrestano, si apre per il giovane una nuova e più serena prospettiva. Ma nel frattempo ritorna il fratello Matteo non più ricco di quando era partito. Avendo però imparato il lavoro di cameriere riesce, agli inizi, a trovare diversi incarichi che però svolge malamente tanto da riscuotere molti insuccessi. Matteo incolpa di ciò il discredito gettato sulla sua famiglia e odia sempre di più il fratello, finché la notte di Natale, tornando a casa ubriaco, lo uccide in un impeto di follia.